# سد ريتسبرويت
سد ريتسبرويت هو سد يوجد في المقاطعة الشمالية الغربية في جنوب أفريقيا. وأنشئ هذا السد سنة 1977.